# (345529) 2006 NS
(345529) 2006 NS es un asteroide perteneciente al cinturón de asteroides, región del sistema solar que se encuentra entre las órbitas de Marte y Júpiter.
Fue descubierto el 5 de julio de 2006 por el equipo del proyecto Lulin Sky Survey (LUSS) desde el observatorio Astronómico de Lulin.

## Designación y nombre
Designado provisionalmente como 2006 NS.

## Características orbitales
2006 NS está situado a una distancia media del Sol de 3,146 ua, pudiendo alejarse hasta 4,160 ua y acercarse hasta 2,132 ua. Su excentricidad es 0,322 y la inclinación orbital 19,147 grados. Emplea 2037,84 días en completar una órbita alrededor del Sol.
Los próximos acercamientos a la órbita de Júpiter ocurrirán el 15 de junio de 2098, el 28 de marzo de 2109 y el 15 de julio de 2193.

## Características físicas
La magnitud absoluta de 2006 NS es 15,22. Tiene 8,583 km de diámetro y su albedo se estima en 0,026.